# Tugimaantee 40
De Tugimaantee 40 is een secundaire weg in Estland. De weg loopt van Tartu naar Tiksoja en is 7,0 kilometer lang. 